# Jindřiška Strnadová
Jindřiška Strnadová (* 23. ledna 1942) byla česká a československá bezpartijní politička, poslankyně České národní rady a Sněmovny národů Federálního shromáždění za normalizace.

## Biografie
Ve volbách roku 1981 byla zvolena coby bezpartijní kandidátka do České národní rady. K roku 1986 se profesně uvádí jako laborantka.
Ve volbách roku 1986 zasedla do české části Sněmovny národů (volební obvod č. 30 - Ústí nad Labem-Litoměřice, Severočeský kraj). Ve Federálním shromáždění setrvala do konce funkčního období, tedy do voleb roku 1990. Netýkal se jí proces kooptací do Federálního shromáždění po sametové revoluci.